# William C. McGann
William C. McGann (* 15. April 1893 in Pittsburgh, Pennsylvania; † 15. November 1977 in Los Angeles, Kalifornien) war ein US-amerikanischer Filmregisseur, Spezialeffektdesigner und Kameramann. Von 1930 bis 1944 führte er bei mehr als 50 Filmen Regie. Er war 1947 für einen Oscar in der Kategorie Beste visuelle Effekte für Die große Lüge nominiert.

## Filmografie (Auswahl)
Regie
- 1930: El hombre malo
- 1931: Juwelenraub in Hollywood (The Stolen Jools)
- 1936: The Case of the Black Cat
- 1942: Der Draufgänger von Boston (In Old California)
- 1936: Zwei gegen die Welt (Two Against the World)
- 1942: Der König von Texas (American Empire)

Kamera
- 1920: Das Zeichen des Zorro (The Mark of Zorro)
- 1923: Drei Zeitalter (Three Ages)

Spezialeffekte
- 1946: Drei Fremde (Three Strangers)
- 1946: Eine Lady für den Gangster (Nobody Lives Forever)
- 1946: Hier irrte Scotland Yard (The Verdict)
- 1947: Der Fluch des Wahnsinns (Cry Wolf)
- 1947: Das tiefe Tal (Deep Valley)
- 1947: Schmutzige Dollars (Cheyenne)
- 1948: Der Herr der Silberminen (Silver River)
- 1948: Das Geheimnis der Frau in Weiß (The Woman in White)
- 1949: Blondes Gift (Flaxy Martin)
- 1949: Venus am Strand (The Girl from Jones Beach)
- 1950: The Daughter of Rosie O’Grady
- 1950: Frauengeheimnis (Three Secrets)
- 1951: Romanze mit Hindernissen (On Moonlight Bay)
- 1951: Das letzte Fort (Fort Worth)